# Carnegie Mellon Tartans
Carnegie Mellon Tartans (español: Tartanes de Carnegie Mellon) es el nombre de los equipos deportivos de la Universidad Carnegie Mellon, situada en Pittsburgh, Pensilvania. Los equipos de los Tartans compiten en la División III de la NCAA y forman parte de la University Athletic Association.

## Deportes
Los Tartans compiten en los siguientes deportes masculinos y femeninos:
| Masculino: - Baloncesto - Campo a través - Fútbol - Tenis - Natación - Atletismo - Golf - Fútbol americano |  | Femenino: - Baloncesto - Campo a través - Fútbol - Tenis - Natación - Atletismo - Golf - Voleibol |